# Уиллис, Гордон
Гордон Хью Уиллис-младший (англ. Gordon Hugh Willis, Jr.; 28 мая 1931, Астория, Нью-Йорк — 18 мая 2014, North Falmouth, Массачусетс) — американский кинооператор, дважды номинант на премию «Оскар».

## Биография
Дебютировал в 1970 году. В основном работал с Аланом Пакулой, Вуди Алленом и Ф. Ф. Копполой. За характерную манеру съёмки Конрад Холл прозвал его «князем тьмы».
Гордон скончался от рака 18 мая 2014 года за 10 дней до его 83 дня рождения.

## Избранная фильмография
- Землевладелец (1970, Хэл Эшби)
- Клют (1971, Алан Пакула)
- Крёстный отец (1972, Фрэнсис Форд Коппола)
- The Paper Chase (1973, Джеймс Бриджес)
- Крёстный отец 2 (1974, Фрэнсис Форд Коппола, премия Национального общества кинокритиков США)
- Заговор «Параллакс» (1974, Алан Пакула, премия Национального общества кинокритиков США)
- Вся президентская рать (1976, Алан Пакула, номинация на премию BAFTA лучшему оператору)
- Энни Холл (1977, Вуди Аллен)
- Comes a Horseman (1978, Алан Пакула)
- Интерьеры (1978, Вуди Аллен)
- Манхэттен (1979, Вуди Аллен, номинация на премию BAFTA лучшему оператору)
- Воспоминания о звёздной пыли (1980, Вуди Аллен)
- Pennies from Heaven (1981, Герберт Росс, премия Национального общества кинокритиков США, премия Бостонского общества кинокритиков)
- Комедия секса в летнюю ночь (1982, Вуди Аллен)
- Зелиг (1983, Вуди Аллен, номинация на Оскара лучшему оператору, номинация на премию BAFTA лучшему оператору, премия Нью-Йоркского союза кинокритиков)
- Бродвей Дэнни Роуз (1984, Вуди Аллен)
- Пурпурная роза Каира (1985, Вуди Аллен)
- Крёстный отец 3 (1990, Фрэнсис Форд Коппола, номинация на Оскара лучшему оператору, номинация на премию Американского союза кинооператоров)
- Презумпция невиновности (1990, Алан Пакула)
- Собственность дьявола (1997, Алан Пакула)

## Признание
Член американского общества кинооператоров. С 1971 по 1977 семь снятых им фильмов были 39 раз номинированы на «Оскар» и 19 раз получили эту премию, сам он был номинирован на неё дважды.
14 ноября 2009 года в Лос-Анджелесе, вместе с Лорин Бэколл и Роджером Корманом, Гордону Уиллису был вручён Почётный «Оскар» за вклад в кинематограф.